# Avon (hrabstwo)
Avon – dawne hrabstwo ceremonialne i niemetropolitalne w południowo-zachodniej Anglii, istniejące w latach 1974-1996, położone nad estuarium rzeki Severn i Kanałem Bristolskim. Od 1994 roku do czasu likwidacji hrabstwo należało do regionu South West England.
Głównym ośrodkiem miejskim na terenie Avonu była aglomeracja Bristolu, który był stolicą hrabstwa. Innymi większymi miastami w hrabstwie były Bath oraz Weston-super-Mare.

## Historia
Hrabstwo utworzone zostało na mocy ustawy Local Government Act 1972. W jego skład weszła południowa część hrabstwa Gloucestershire oraz północna hrabstwa Somerset.
W wyniku reformy administracyjnej w 1996 roku Avon podzielony został na cztery jednolite jednostki administracyjne (unitary authority) – Bath and North East Somerset, City of Bristol, North Somerset oraz South Gloucestershire. Funkcje ceremonialne na terytorium Avonu powróciły do hrabstw Gloucestershire i Somerset oraz przyznane zostały nowo powołanemu hrabstwu City of Bristol.

## Nazwa
Nazwa hrabstwa pochodziła od rzeki Avon. Pomimo likwidacji hrabstwa funkcjonuje ona do dziś m.in. w nazwach lokalnych służb ratunkowych (Avon Fire and Rescue Service) i policji (Avon and Somerset Constabulary) oraz używana jest przez Royal Mail.

## Podział administracyjny
Hrabstwo Avon podzielone było na sześć dystryktów:
1. Northavon
2. Bristol
3. Kingswood
4. Woodspring
5. Wansdyke
6. Bath